# Stefano Makula
Stefano Makula (Roma, 9 ottobre 1954 – Roma, 14 agosto 2023) è stato un apneista italiano, 28 volte primatista mondiale di apnea in varie specialità.
È considerato, insieme a Maiorca e Mayol, uno dei precursori dell'apnea.

## Biografia
Appassionato per l'apnea sin da giovane età, inizia la carriera agonistica nel 1977. Il suo primo record in assetto costante risale al 1978, a 50 metri di profondità che ottenne sfruttando il nuovo regolamento stilato dalla Federazione italiana. Tre anni dopo raggiunse i 58 metri, migliorandosi ulteriormente negli anni successivi fino ai 66 metri del 1987 a Capri. In assetto variabile, invece, il primo record risale al 1988, quando Makula raggiunse i 102 metri nelle acque di Giannutri, superando di un metro il precedente primato di Maiorca. Negli anni seguenti strinse una fruttuosa collaborazione con l'Istituto Scienze dello Sport del CONI. È stato molto amico di Jaques Mayol; dopo essere stato a lungo un suo "nemico" sportivo, l'antagonismo cessò definitivamente quando il collega lo invitò ad una sessione di allenamento presso l'isola d'Elba.
Il 21 ottobre 1989 a Ponza era previsto il nuovo record di profondità a 110 metri in assetto variabile. Raggiunto la profondità massima, con estrema difficoltà a causa di un problema di compensazione, Makula avvertì un malore e fu costretto ad una risalita rapida fino ai venti metri, raggiunti i quali ebbe una perdita di coscienza. In superficie il suo cuore smise di battere fino all'intervento dello staff medico, che gli salvò la vita. In seguito all'incidente Stefano fu costretto per qualche anno ad interrompere l'attività. In questo periodo si specializzò in una nuova sfida di apnea (che già aveva intrapreso sul finire degli anni 80) non più verticale ma orizzontale, lanciando i record di lunghezza, molti dei quali realizzati in piscina ma anche in mare.
Il 12 maggio 2007 Makula si immerse nel Pozzo del Merro, nel Parco Naturale di Gattaceca, dove toccò i 48 metri di profondità al termine di una serie di immersioni. Queste discese hanno permesso ad un team di fisiologi, patologi, neurologi, psicologi e medici iperbarici di collezionare campioni di sangue e di saliva molto particolari sia di Makula che di alcuni sommozzatori impegnati nel progetto.
Makula era nipote del ciclista italo-tedesco Ferdinand Grammel.

## Metodo Makula
Nel corso della propria carriera Makula ideò, in collaborazione con medici e tecnici sportivi del Comitato Olimpico Italiano, un metodo volto a rendere più facile e sicura l'immersione subacquea.
Il metodo, che porta il suo nome, si basa sul training autogeno, la respirazione autogena, e nella tecnica di allenamento mutuata dall'atletica leggera, soprattutto nei 100 e 200 m, mirando a incrementare la resistenza grazie al minor utilizzo di ossigeno ottenuto con il rilassamento, e mantenendo nella normalità il livello di anidride carbonica emesso con lo sforzo, in modo da garantire la più completa sicurezza. Al metodo Makula s'ispirano le didattiche moderne, come deciso anche da una sentenza dell'Autorità per la concorrenza e il mercato.
Stefano Makula alla ricerca di sempre ulteriori miglioramenti, ha notato che diversamente da altri sport la subacquea era totalmente priva di un piano nutrizionale, e così ha contattato uno dei migliori nutrizionisti al mondo, Mark McDonald, e insieme hanno creato un piano nutrizionale dedicato, implementato anche dall'apporto degli studi dei medici: Dr.ssa Laura Vernotico medico iperbarico, dr. Maurizio Pugliese medico dello sport, dr.ssa Margit Honocek specialista in microscopia in campo oscuro. Tale piano gode anche del plauso della S.I.M.S.I. (Società Italiana Medicina Subacquea e Iperbarica).

## Record internazionali
In profondità e assetto costante
- 3 settembre 1978 -Isola del Giglio: -50 m (omologato FIPS)
- 31 ottobre 1981-Isola di Ponza: -58 m (omologato FIPS)
- 12 giugno 1982- Isola d'Elba: -62 m
- 21 ottobre 1984-Monte Argentario: -63 m
- 19 ottobre 1986 - Isola di Capri: -65 m
- 31 maggio 1987-Isola di Capri: -66 m
- 3 febbraio 1996- Sharm el Sheikh: -50 m (omologato CMAS)
- 14 marzo 1997 -Sharm el Sheikh: -51 m (omologato CMAS)

In profondità ad assetto variabile
- 8 novembre 1988-Monte Argentario: -102 m
- 1 maggio 2000- Lago Castel Gandolfo:-85 m (acque dolci)

In lunghezza in piscina
- marzo 1986 -Avezzano- 125 m
- marzo 1986- Bari -133 m
- 27 aprile 1986- Verona- 137 m
- 13 maggio 1986- Milano- 138 m
- 3 marzo 1988 - Rimini - 142 m
- 27 marzo 1988 - Bari -143 m
- 8 dicembre 1993- Viareggio- 145 m
- 3 settembre 1994- Roma- 150 m
- 2 giugno 1995 - Roma- 152 m
- 29 gennaio 1998 - Roma - 157 mt
- 11 luglio 1999 - Acireale- 165,5 m

In lunghezza in mare
- 31 agosto 1985- Rimini - 101 m
- 2 giugno 1986 - Ventimiglia- 111 m
- 9 settembre 1998- Las Palmas (Canarie)- 125 m

In lunghezza in lago
- 7 luglio 1987- Desenzano del Garda- 96 m
- 18 agosto 1987- Torbole sul Garda - 106 m
- 18 settembre 1987- Telese- 112 m

Apnea da fermo
- Giugno 1977 - Roma- 8 minuti

Impresa Scientifica
- Maggio 2007 – Sant'Angelo Romano - Pozzo Merro
- PREMI INTERNAZIONALI : SIRENA per l'attività in favore dei disabili ;FAIR PLAY Ambasciatore del Fair play sportivo ;premio TOTO' ;  premio GIOVENTU EUROPEA  ; premio ECCELLENZA ITALIANA.
- ONORIFICENZE: ATLETA AZZURRO D'ITALIA;MEDAGLIA DEL PRESIDENTE DELLA REPUBBLICA ;CAVALIERE DELLA REAL CASA DELLA MALESIA ;MEMBRO COMITATO OLIMPICO PRINCIPATO DI SEBORGA; ATTESTATO DI RINGRAZIAMENTO E DI MERITO DEL MINISTRO DEL TURISMO  DELLA TURCHIA  ;RINGRAZIAMENTO DEL GOVERNATORE DELLE CANARIE ;BENEMERENZA DELLA FEDERAZIONE ITALIANA PESCA SPORTIVA ED ATTIVITA' SUBACQUEE ; RICONOSCIMENTO E RINGRAZIAMENTO DI JUAN ANTONIO SAMARANCH  Presidente  COMITATO OLIMPICO INTERNAZIONALE ;PLATINIUM 5000 SSI.
- FILM:SFIDA ALL'ABISSO di Victor A.DE SANCTIS R.A.I.1 TV1 FRANCE
- TESTIMONIAL: COMUNITA' ECONOMICA EUROPEA ,FIART,POLO SUB,ALITALIA ,ROLEX,SECTOR ,ETERNA-MATIC ,CONFCOMMERCIO .

## Pubblicazioni
- Fino all'ultimo respiro, Nutrimenti editore, 2008